# Dinossauro (2000)
Dinosaur (bra/prt: Dinossauro) é um filme norte-americano de animação produzido pela Walt Disney Feature Animation e distribuído pela Walt Disney Pictures. Foi o 39º Clássico Disney e primeiro longa-metragem animado por computador da Disney fora da Pixar, embora não seja oficialmente rotulado como um dos clássicos animados no Reino Unido, onde Selvagem (2006) está incluído no cânone em vez. Originalmente, um filme independente, que não foi incluído no cânon até 2008.
Os personagens dinossauros são animado por computador. No entanto, a maioria dos cenários do filme são live-action e foram filmados no local. Uma série de cenários foram filmados no Parque Nacional Canaima, na Venezuela; vários tepuis e Salto Ángel também aparecem no filme. Foi o segundo filme (depois de Fantasia 2000), produzido pela Wall Disney Animation Studios a usar animação tridimensional gerada por computador. Custou US$ 127,5 milhões, tornando-se o lançamento mais caro do ano. O filme foi um sucesso financeiro, arrecadando mais de US$ 349 milhões internacionalmente na receita total de bilheteria, tornando-se o quinto filme de maior bilheteria de 2000.

## Elenco
- D. B. Sweeney como Aladar, um jovem corajoso, determinado e compassivo Iguanodon, que é adotado por uma família de lêmures e ajuda o grupo de dinossauros a migrar e sobreviver. Ele é filho adotivo de Plio, neto de Yar, sobrinho de Zini e irmão mais velho de Suri.
- Ossie Davis como Yar, um Archaeolemur, cujo comportamento áspero ocasional é apenas uma fachada que encobre sua natureza compassiva. Ele é pai de Plio e Zini, avô materno de Suri e avô materno adotivo de Aladar.
- Alfre Woodard como Plio, uma sábia Archaeolemur que cuida de sua família. Ela é filha de Yar, irmã mais velha de Zini, mãe de Suri e mãe adotiva de Aladar.
- Max Casella como Zini, um adolescente Archaeolemur brincalhão e um tanto desajeitado, que se considera um conquistador. Ele é irmão de Plio, filho de Yar e tio materno de Suri e de Aladar.
  - Evan Sabara dubla Zini quando criança.
- Hayden Panettiere como Suri, uma jovem Archaeolemur doce e divertida. Ela é a irmã adotiva mais nova de Aladar, filha de Plio, sobrinha de Zini e neta de Yar.
- Julianna Margulies como Neera, irmã de Kron. Ela é uma Iguanodon sensata e compassiva que mais tarde se torna companheira de Aladar.
- Samuel E. Wright como Kron, o líder Iguanodon do grupo de sobreviventes e irmão de Neera. Sendo equivalente animal de um darwinista social, ele também é arrogante, inseguro e egoísta.
- Peter Siragusa como Bruton, tenente Altirhinus de Kron. Ele é rude e sarcástico, mas eventualmente se arrepende quando Plio demonstra cuidado por ele.
- Della Reese como Eema, uma Styracosaurus envelhecida, sábia e de movimentos lentos. Sua atitude sarcástica e seu humor seco servem como alívio cômico durante o filme.
- Joan Plowright[8] como Baylene, uma Braquiossaura idosa, delicada e bondosa, que é a última de sua espécie após o meteoro.
- Url: Um anquilossauro pequeno, o "animal de estimação" da Eema. Assim como um cão, parece ser muito curioso e bastante sociável, embora Eema diz que não costuma socializar com estranhos tão cedo.
- Carnotauros: Principais antagonistas do filme, um par de predadores assassinos de apetite sempre insaciável e prontos para pilhar qualquer dinossauro ao alcance.
- Velociraptors: Antagonistas secundários, pequenos e velozes carnívoros, que aparecem em bandos pelo deserto após a queda do meteorito. Após uma tentativa frustrada de matar Aladar e sua família, começam a seguir o bando de Kron, até serem afugentados pelos Carnotauros.

## Música

### Trilha sonora
A trilha sonora do filme foi lançada em 2000 pela gravadora Walt Disney Records e foi composta por James Newton Howard. No lançamento alemão a faixa 2 é a canção "Can Somebody Tell Me Who I Am" (4:14), cantada por Orange Blue; todas as faixas descritas abaixo se encontram no lançamento alemão.
1. Inner Sanctum/The Nesting Grounds (2:57)
2. The Egg Travels (2:43)
3. Aladar & Neera (3:29)
4. The Courtship (4:13)
5. The End Of Our Island (4:00)
6. They're All Gone (2:08)
7. Raptors/Stand Together (5:37)
8. Across The Desert (2:25)
9. Finding Water (4:14)
10. Aladar Moves the Herd (2:42)
11. The Cave (3:40)
12. The Carnotaur Attack (3:52)
13. Neera Rescues The Orphans (1:13)
14. Breakout (2:43)
15. It Comes With A Pool (3:01)
16. Kron & Aladar Fight (2:58)
17. Transformation (3:21)
18. Epilogue (2:32)

### Bilheteria
Dinossauro foi um sucesso de bilheteria e arrecadou US$ 137.748.063 nos EUA e US$ 212.074.702 em outros países para uma receita mundial de US$ 349.822.765.